# 한강백
한강백(韓康伯)은 중국 진(晉)나라의 관료였다. 성은 한(韓) 이름이 백(伯)，자(字)가 강백(康伯)으로 영천군(潁川郡)장사현(長社県)인 지금의 하남성 장갈시(長葛市）사람이다.
동진(東晉)의 현학 사상가이다.
진서(晉書)에 한백열전(韓伯列傳)이 전한다.
죽마고우(竹馬故友)로 유명한 은호(殷浩)가 그의 삼촌이다.

## 저서
저서로는 위(魏)나라  왕필이 주역을 해설한 주역정의(周易正義)를 다시 추가로 주(註)한 것으로 알려져있다. 이것을 또다시 후대의 당(唐)나라 사람 공영달이 추가로 주석을 달았다.

## 한강백의 역학사상
'대저 상(象)을 잃지 않고서는 그 상(象)을 제어할수없을 것이다. 수(數)를 잊지 않이하면 그 수를 극진할수없을것이다. 지극히 정밀하다는것은 산가지막대로 점치지 않아도 어지럽지 않고 지극히 변통하다는것은 일관하여 두루 미치지 않는바가 없다는 것이다. 지극히 신묘하다는것은 숙연하여 응하지 않은바가없다. 이 모두가  공용의 어머니가 되는상수(象數)가 성립하는 까닭인바이다.'라고 한강백이 말한바를 정약용이 언급하였다.
한편 사고전서총목제요(四庫全書總目提要)에서는 '균형있게 논하자면,의리를 밝혀 분명히하였고 (점)술수를 엮지 않게한바는 왕필과 한강백의 (역학에대한)깊은 조예가 있음이다. 다만 허무를 숭상하니 역이 노장사상으로 점입가경한바는 왕필이 한강백과 더불어  역시 허물이 아니지 않을수없다. (그러나) 아름다운 옥의 티가 (옥을)가리지는 못한다. 이것이 그 바른 평일 것이다.'라고 언급하였다.한편 여기서 '술수에서 어지럽게하지 않은바는 왕필과 한강백의 (역에대한) 깊은 공로가 있다.'는것은 사람들이 이익을 위해 길흉을  점치는 역서(易書)의 근본을 뛰어넘어 이를 인간의 의리(義理)를 돌아보는 본보기로 삼아보였음을 헤아린것으로 여겨진다.

## 같이 보기
- 주역심전